# Alfredo Lucero
Lucero  Sosa est un nom espagnol. Le premier nom de famille, en général paternel, est Lucero ; le second, en général maternel, souvent omis, est Sosa.
Alfredo Orlando Lucero Sosa (né le 8 février 1979) est un coureur cycliste argentin.

## Biographie
Au début de l'année 2009, il s’illustre en remportant le Tour de San Luis, considérée comme l'épreuve la plus prestigieuse du pays,.
Il a été contrôlé positif au stanozolol, un stéroïde anabolisant, au Tour du Chili 2011, de même que deux coureurs chiliens, Marco Arriagada et José Medina. À la suite de ce résultat, il est suspendu deux ans jusqu'au 10 avril 2013. Il refait son retour à la compétition au mois de juin 2013, en rejoignant l'équipe continentale San Luis Somos Todos.

## Palmarès
- 2008
  - 6e étape du Tour de San Juan
- 2009
  - Classement général du Tour de San Luis
- 2013
  - 3e étape du Tour de Bolivie (contre-la-montre par équipes)
- 2017
  - 3e de la Doble Difunta Correa
- 2018
  - 2e de la Doble San Francisco-Miramar

## Classements mondiaux
| Année            | 2009 | 2010 | 2011 | 2012 | 2013 | 2014 | 2015 | 2016 |
| ---------------- | ---- | ---- | ---- | ---- | ---- | ---- | ---- | ---- |
| UCI America Tour | 10e  |      |      |      |      | 215e |      | 607e |